# Ancylolomia locupletellus
Ancylolomia locupletellus là một loài bướm đêm trong họ Crambidae.